# Grote Markt (Krakau)

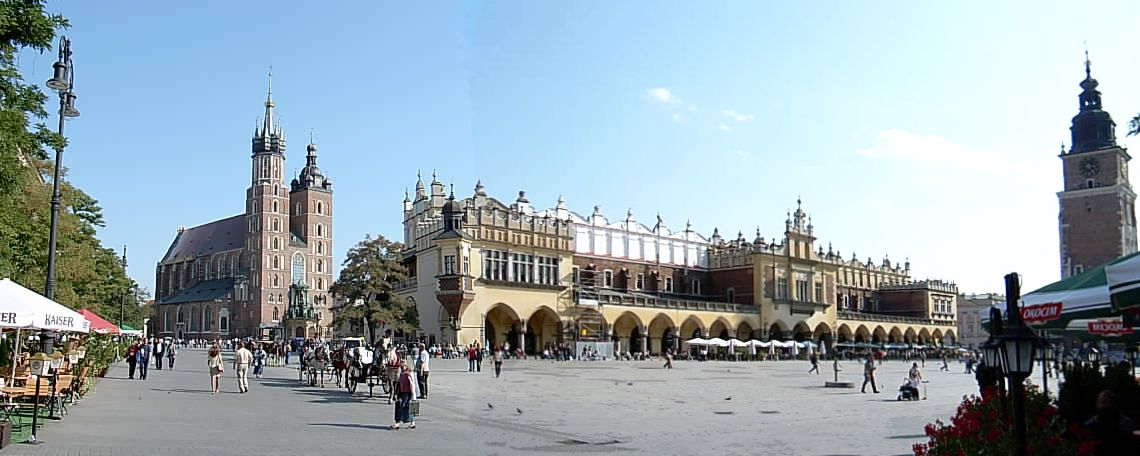
Van links naar rechts de Kerk van de Hemelvaart van de Heilige Maagd Maria, de Sukiennice en de Raadhuistoren

De Grote Markt (Pools: Rynek Główny) is het centrale plein van Krakau. Het plein dateert van de 13e eeuw. Met een oppervlakte van circa 40.000 m² is het vierkante plein een van de grootste middeleeuwse pleinen in Europa. Het plein is omgeven door paleizen, kerken en historische burgerwoningen (kamienice). Centraal op het plein bevindt zich de lakenhal, de Sukiennice die het plein in twee delen breekt. Op het ene deel wordt het plein gedomineerd door de Raadhuistoren, aan de andere zijde van de lakenhal bevinden zich op het plein het 11e-eeuwse St. Wojciechkerkje en het standbeeld van de dichter Adam Mickiewicz. In een hoek van het plein bevindt zich de gotische Kerk van de Hemelvaart van de Heilige Maagd Maria.

## Geschiedenis
De hoofdfunctie van het plein waren de handelsactiviteiten. Het plein werd na de invallen van de Mongolen in 1241 en de vernietiging van de stad in 1257 heraangelegd en dankzij het Maagdenburgs recht dat de stad had verworven van de prins van Krakau, Bolesław V van Polen kon de handelsfunctie uitgebreid worden.
Koning Casimir III was de opdrachtgever van de oorspronkelijke gotische lakenhal (die in 1555 werd herbouwd in renaissancestijl) en een raadhuis dat op het plein was gelegen en waarvan enkel de toren nog overblijft.
Doorheen de eeuwen was het plein getuige van vele historische gebeurtenissen. Het plein was immers een onderdeel van de Koninklijke Route. Maar ook de start van de opstand geleid door Tadeusz Kościuszko vond hier op 24 maart 1794 plaats na zijn toespraak. Gedurende de strijd werden hier de vergaderingen gehouden van de Nationale Raad, die de opstand leidde.
Tijdens de bezetting van Polen door nazi-Duitsland werd het plein hernoemd tot Adolf Hitlerplein. Vanaf de Mariakerk wordt nog elk uur de aantocht van de Mongolen aangekondigd met hoorngeschal,  dat abrupt stopt omdat de hoornblazer in 1241 midden in zijn spel door een pijl dodelijk werd getroffen.

In 1978 werd het plein als onderdeel van het historisch centrum van Krakau door de UNESCO Commissie voor het Werelderfgoed als werelderfgoed erkend.